# Saint-Remy-en-l’Eau
Saint-Remy-en-l’Eau ist eine französische Gemeinde mit 435 Einwohnern (Stand: 1. Januar 2022) im Département Oise in der Region Hauts-de-France (vor 2016 Picardie). Sie liegt im Arrondissement Clermont und ist Teil der Communauté de communes du Plateau Picard und des Kantons Saint-Just-en-Chaussée. Die Einwohner werden Saint-Remois genannt.

## Geographie
Saint-Remy-en-l’Eau liegt etwa 35 Kilometer ostnordöstlich von Beauvais am Flüsschen Arré. Umgeben wird Saint-Remy-en-l’Eau von den Nachbargemeinden Valescourt im Norden, Lieuvillers im Osten, Cuignières im Südosten, Avrechy im Süden sowie Fournival im Westen.

## Einwohner
| 1962                      | 1968 | 1975 | 1982 | 1990 | 1999 | 2006 | 2013 |
| ------------------------- | ---- | ---- | ---- | ---- | ---- | ---- | ---- |
| 319                       | 316  | 291  | 380  | 393  | 370  | 403  | 396  |
| Quelle: Cassini und INSEE |      |      |      |      |      |      |      |

## Sehenswürdigkeiten
Siehe auch: Liste der Monuments historiques in Saint-Remy-en-l’Eau
- Kirche Saint-Rémy aus dem 19. Jahrhundert
- Schloss aus dem 18. Jahrhundert, seit 1987 Monument historique
- Schloss (genannt Schloss von Jeanne d'Arc) aus dem 15. Jahrhundert

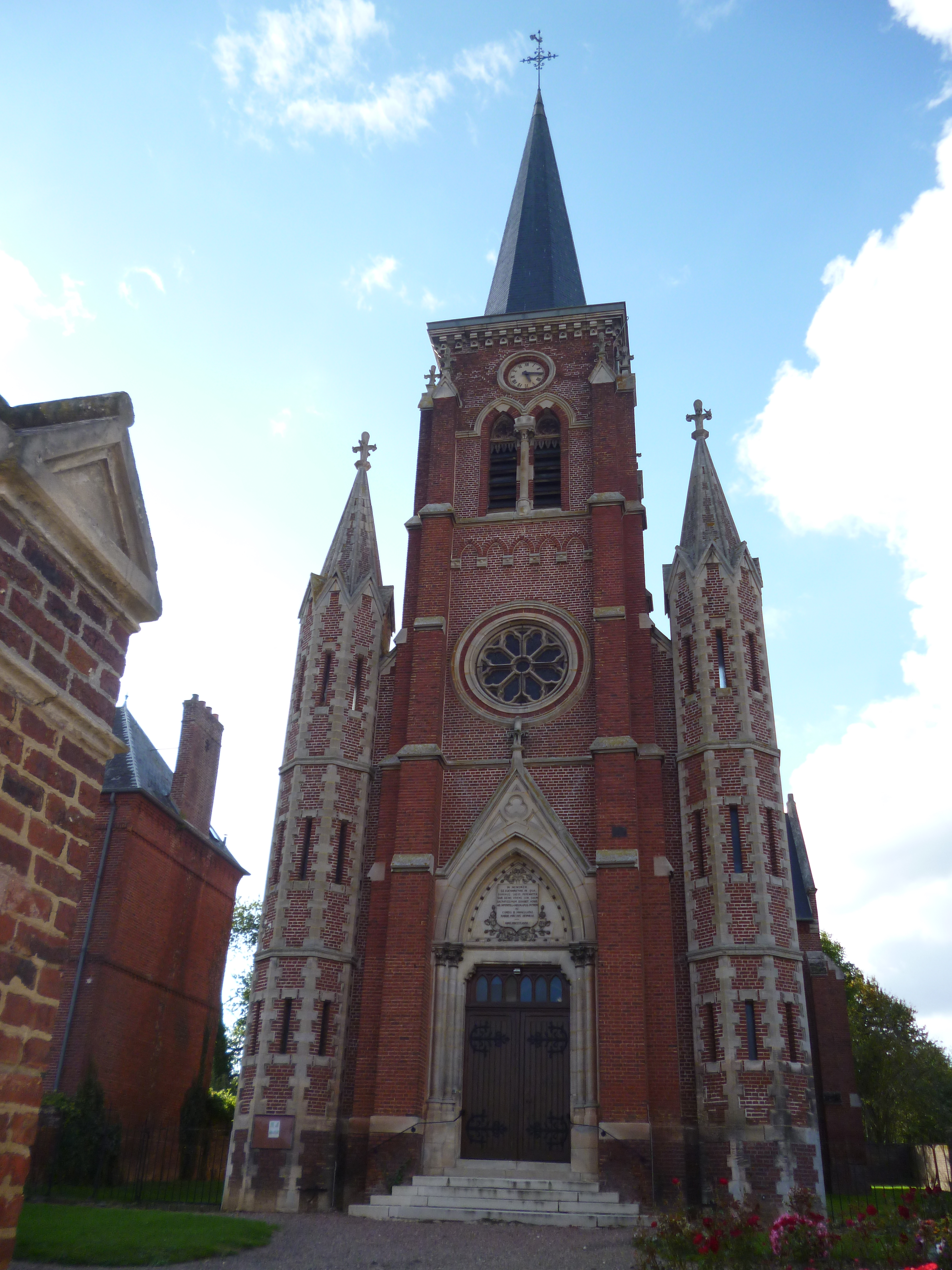
Kirche Saint-Rémy
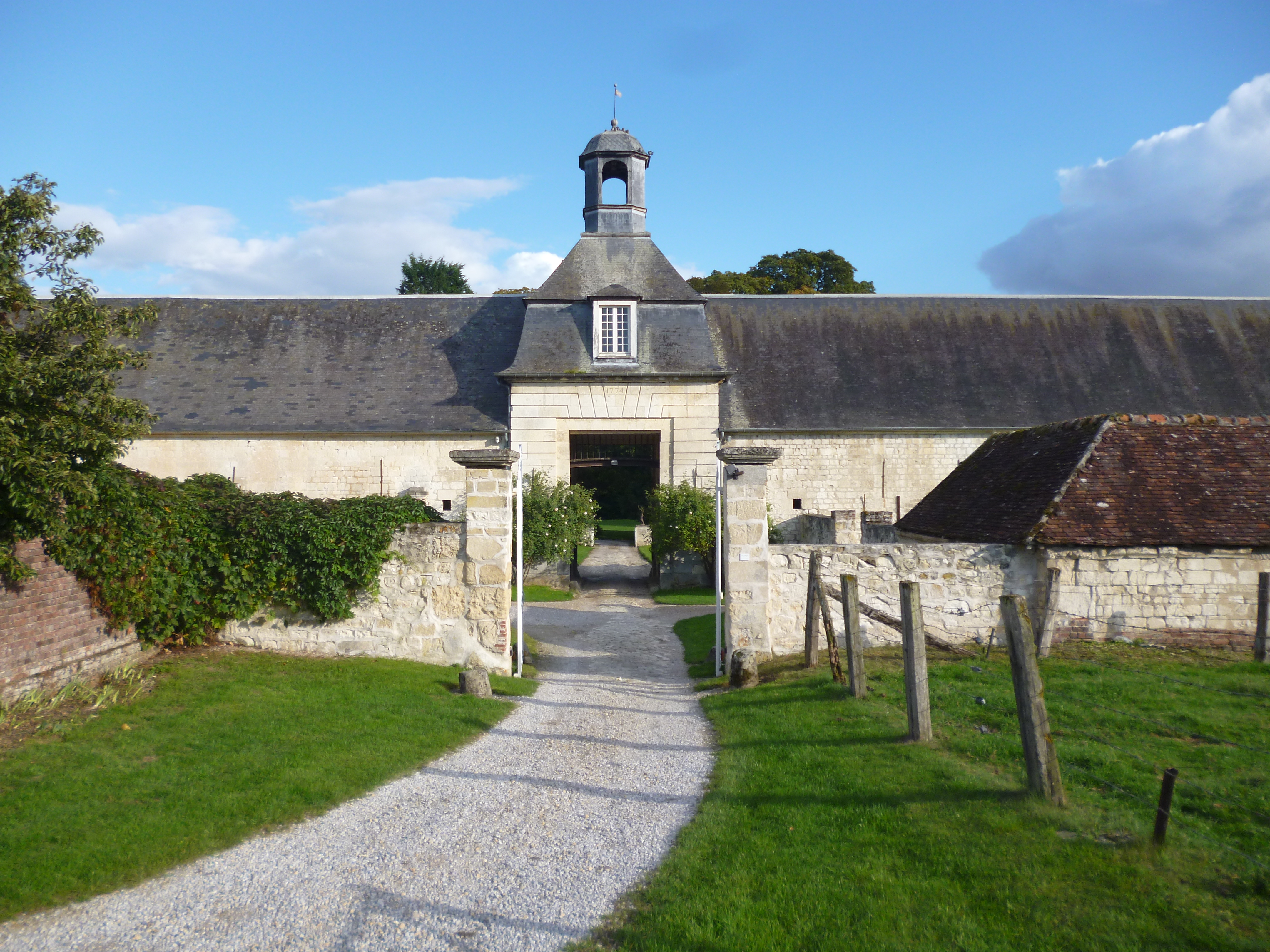
Schloss
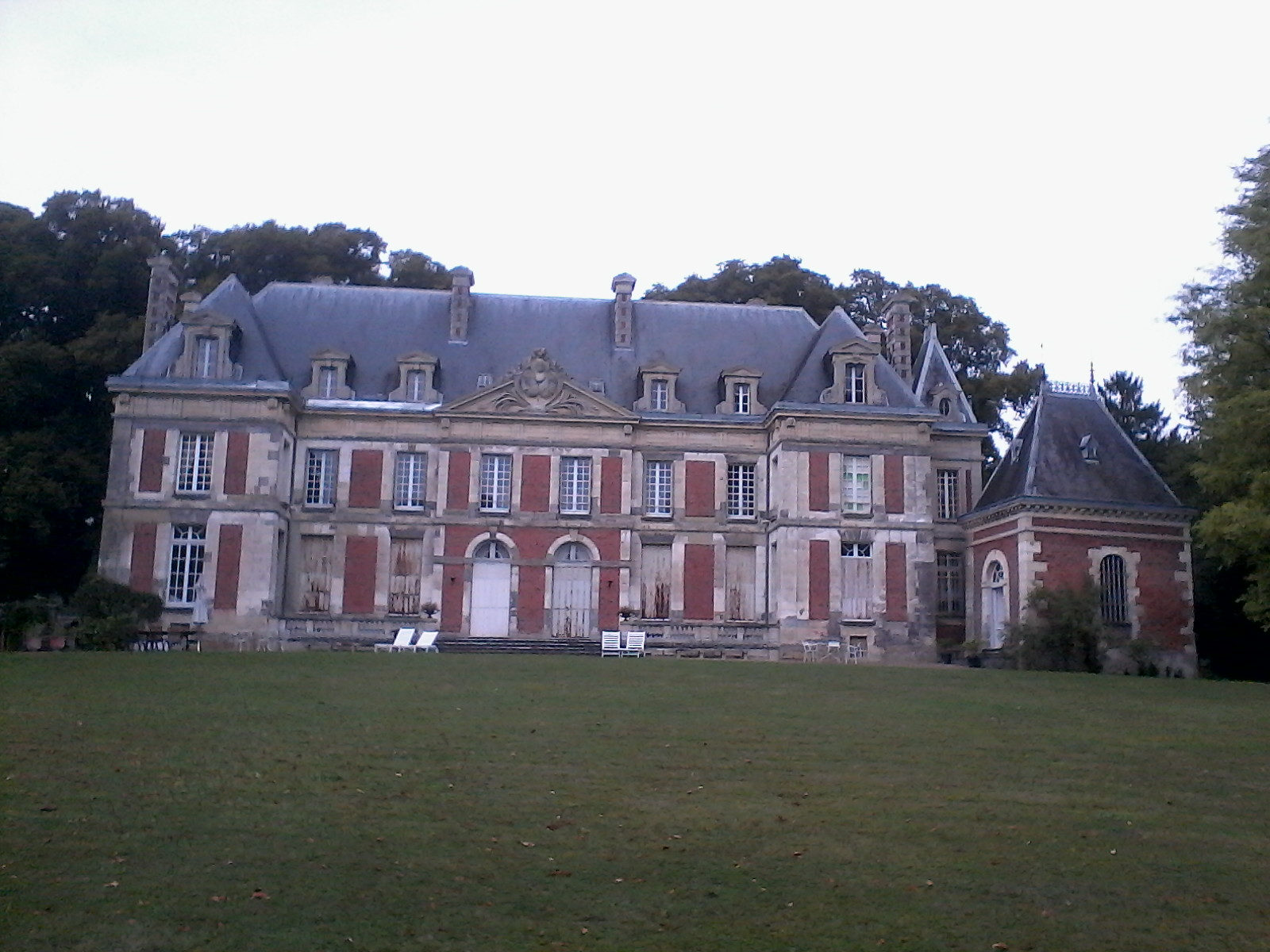
Schloss